# 魏宏运
魏宏运（1925年2月10日—2021年7月21日），男，陕西长安人，中国历史学家，南开大学教授，曾任南开大学历史系主任，中国现代史学会副会长。
2021年7月21日，他因病于天津逝世，享年97岁。